# Кашалакбаш
Кашалакбаш (баш. Кәшәләкбаш «исток реки Кашалак») — хутор в Ишимбайском районе Башкортостана, входит в состав Байгузинского сельсовета.

## История
Под названием Кашалак-Баш хутор входил в Азнаевскую волость Стерлитамакского уезда Уфимской губернии, затем Стерлитамакского кантона. Под названием Кашала-Баш упоминается в справочнике административно-территориального деления БАССР на 1952 год.
Название Кашалак-Баш вводит и «Комплексная программа социально-экономического развития муниципального района Ишимбайский район Республики Башкортостан на 2011—2015 годы», «Комплексная программа социально-экономического развития муниципального района Ишимбайский район Республики Башкортостан до 2015 года».
Название Кашала-Баш употребляет Закон Республики Башкортостан от 17.12.2004 N 126-з «О границах, статусе и административных центрах муниципальных образований в Республике Башкортостан»).

## Население
| 2002 | 2009 | 2010 |
| ---- | ---- | ---- |
| 45   | ↗47  | ↗58  |

На 1 января 1969 года проживали 122 человека. Преимущественно русские, по данным справочников административно-территориального деления БАССР на 1969 год, 1972 и 1981 годы.

## Географическое положение
В Кашалакбаше находится исток реки Кашалак.
Расстояние до:
- районного центра (Ишимбай): 25 км,
- центра сельсовета (Кинзебулатово): 10 км,
- ближайшей ж/д станции (Салават): 38 км.